# Buddy’s knife jazzedition
buddy’s knife jazzedition ist ein Buchverlag in Köln, der sich auf die Veröffentlichung von Jazzbüchern spezialisiert hat. 

## Geschichte
Der Verlag buddy’s knife jazzedition wurde 2007 von der Kölner Journalistin, Herausgeberin und Ethnologin Renate Da Rin gegründet und benannt nach dem Kornettisten Buddy Bolden.
Die bisherigen Publikationen der Jazzedition für Free Jazz/Avantgarde Jazz und improvisierende Musik stammen von Musikern der New Yorker Downtown-Szene und sind auf Englisch erschienen. Die jeweiligen Vorworte wurden ins Deutsche übersetzt.
Als ersten Band veröffentlichte der Verlag ausgewählte poetische Werke des amerikanischen Jazzbassisten Henry Grimes aus der Zeit seiner über 30-jährigen Bühnenabwesenheit. Das Buch signs along the road zeigt eine Auswahl aus Tausenden von Tagebuchseiten, die Henry Grimes in dieser Zeit füllte. Gleichzeitig erschien im März 2007 das Buch who owns music? von William Parker mit Gedichten und politischen sowie musiktheoretischen Essays. 
Im März 2009 erschien subway moon des Saxophonisten Roy Nathanson, ehemals Mitglied der Lounge Lizards und Gründer der Jazz Passengers. Nathanson schreibt, wie er komponiert: immer hautnah an dem, was um ihn herum geschieht.
Im März 2010 publizierte der Verlag die Anthologie silent solos – improvisers speak. Dieses Werk, herausgegeben von Renate Da Rin, präsentiert Kurztexte und Gedichte von 50 international bekannten improvisierenden Musikern der Avantgardeszene, u. a. Leena Conquest, Cooper-Moore, Jayne Cortez, Charles Gayle, Gunter Hampel, Oliver Lake, Yusef Lateef, Joëlle Léandre, Sabir Mateen, Nicole Mitchell, William Parker, Matana Roberts, Larry Roland, Matthew Shipp, Warren Smith, Lisa Sokolov und David S. Ware. Das Vorwort stammt von George E. Lewis.
Im September 2011 ist zum einjährigen Todestag des Altsaxophonisten Noah Howard seine Autobiografie music in my soul erschienen.
Im August 2015 publizierte Renate Da Rin zusammen mit William Parker eine Sammlung mit Textbeiträgen von 48 Musikerinnen der kreativen Musikszene, u. a. Jay Clayton, Marilyn Crispell, Claudine François, Terry Jenoure, Joëlle Léandre, Marilyn Mazur, Nicole Mitchell, Maggie Nicols, Angelika Niescier, Lisa Sokolov, Ijeoma Chinue Thomas, Fay Victor, Jessica Williams, und einem Vorwort von Amina Claudine Myers: giving birth to sound – women in creative music. Das Buch wurde im Rahmen des 20. Vision-Festivals präsentiert, das vom 7. bis 12. Juli 2015 in New York stattfand.

## Namensgebung
Der Name buddy’s knife geht auf den legendären Trompeter Buddy Bolden aus New Orleans zurück. buddy’s knife betont das Messer als Instrument, mit dem sich Fesseln durchtrennen lassen, es steht also symbolisch für das Lösen von Konventionen und für die Freiheit in der musikalischen Improvisation. 

## Veröffentlichungen
- Henry Grimes: signs along the road. poems. buddy’s knife jazzedition, Köln 2007. ISBN 978-3-00-020142-4.
- William Parker: who owns music? buddy’s knife jazzedition, Köln 2007. ISBN 978-3-00-020141-7.
- Roy Nathanson: subway moon. buddy’s knife jazzedition, Köln 2009. ISBN 978-3-00-025376-8.
- Renate Da Rin (Hrsg.): silent solos – improvisers speak. buddy´s knife jazzedition, Köln 2010. ISBN 978-3-00-030557-3.
- Noah Howard: music in my soul. buddy's knife jazzedition, Köln 2011. ISBN 978-3-00-034401-5.
- Renate Da Rin, William Parker (Hrsg.): giving birth to sound – women in creative music. buddy's knife jazzedition, Köln 2015. ISBN 978-3-00-049279-2.[7]